# Верхній Аташ
Верхній Ата́ш (рос. Верхний Аташ, башк. Үрге Аташ) — село у складі Чекмагушівського району Башкортостану, Росія. Входить до складу Імянлікулевської сільської ради.
Населення — 474 особи (2010; 543 у 2002).
Національний склад:
- татари — 67 %
- башкири — 30 %